# Färöische Fußballmeisterschaft der Frauen 1991
Die Färöische Fußballmeisterschaft der Frauen 1991 wurde in der 1. Deild genannten ersten färöischen Liga ausgetragen und war insgesamt die siebte Saison. Sie startete am 5. Mai 1991 und endete am 22. September 1991.
Aufsteiger MB Miðvágur kehrte nach vier Jahren in die höchste Spielklasse zurück. Meister wurde ÍF Fuglafjørður, die den Titel somit zum ersten Mal erringen konnten. Titelverteidiger Skála ÍF landete auf dem vierten Platz. Absteigen musste hingegen MB Miðvágur nach einem Jahr Erstklassigkeit. MB Miðvágur blieb hierbei über die gesamte Spielzeit ohne Punktgewinn. Ohne Punkt blieben ansonsten nur GÍ Gøta II (1985), MB Miðvágur (1986) KÍ Klaksvík (1987), NSÍ Runavík (1989) sowie Skála ÍF (1998).
Im Vergleich zur Vorsaison verbesserte sich die Torquote auf 3,36 pro Spiel. Den höchsten Sieg erzielte HB Tórshavn mit einem 7:0 im Heimspiel gegen MB Miðvágur am ersten Spieltag, was zugleich neben dem 2:5 zwischen KÍ Klaksvík und ÍF Fuglafjørður am neunten Spieltag das torreichste Spiel darstellte.

## Modus
In der 1. Deild spielte jede Mannschaft an 14 Spieltagen jeweils zwei Mal gegen jede andere. Die punktbeste Mannschaft zu Saisonende stand als Meister dieser Liga fest, die letzte Mannschaft stieg in die 2. Deild ab.

## Saisonverlauf

### Meisterschaftsentscheidung
HB Tórshavn setzte sich durch Siege in den ersten drei Spielen von Beginn an an die Spitze der Tabelle. Nach der Auswärtsniederlage am vierten Spieltag gegen Skála ÍF schob sich ÍF Fuglafjørður vorbei, die erst am nächsten Spieltag durch ein 1:1 beim nun Zweitplatzierten HB Tórshavn den ersten Punkt abgaben. In den folgenden sieben Spielen wurde nur beim 3:3 im Heimspiel gegen Skála ÍF am zehnten Spieltag ein weiterer Punkt abgegeben, so dass am zwölften Spieltag durch einen 1:0-Erfolg gegen den direkten Verfolger HB Tórshavn die Meisterschaft entschieden wurde. Die einzige Niederlage kassierte ÍF am darauffolgenden Spieltag beim 2:3 im Auswärtsspiel gegen B36 Tórshavn.

### Abstiegskampf
Vom ersten bis zum letzten Spieltag lag MB Miðvágur am Tabellenende. Nach dem 0:5 am elften Spieltag gegen ÍF Fuglafjørður betrug der Rückstand uneinholbare acht Punkte bei noch drei ausstehenden Spieltagen und der Abstieg war besiegelt. Im Laufe der Saison wurden alle Spiele verloren.

## Abschlusstabelle
| Pl. | Verein          | Sp. | S  | U | N  | Tore    | Diff. | Punkte |
| --- | --------------- | --- | -- | - | -- | ------- | ----- | ------ |
| 1.  | ÍF Fuglafjørður | 14  | 11 | 2 | 1  | 048:120 | +36   | 24:40  |
| 2.  | KÍ Klaksvík     | 14  | 9  | 1 | 4  | 031:220 | +9    | 19:90  |
| 3.  | HB Tórshavn (P) | 14  | 7  | 3 | 4  | 029:100 | +19   | 17:11  |
| 4.  | Skála ÍF (M)    | 14  | 7  | 3 | 4  | 029:210 | +8    | 17:11  |
| 5.  | B36 Tórshavn    | 14  | 5  | 2 | 7  | 019:150 | +4    | 12:16  |
| 6.  | EB Eiði         | 14  | 6  | 0 | 8  | 014:250 | −11   | 12:16  |
| 7.  | VB Vágur        | 14  | 4  | 3 | 7  | 016:210 | −5    | 11:17  |
| 8.  | MB Miðvágur (N) | 14  | 0  | 0 | 14 | 002:620 | −60   | 0:28   |

| (N) | Aufsteiger       |
| (M) | Meister 1990     |
| (P) | Pokalsieger 1990 |

## Spiele und Ergebnisse
|                 | B36 | EB  | HB  | ÍF  | KÍ  | MB  | Skála | VB  |
| --------------- | --- | --- | --- | --- | --- | --- | ----- | --- |
| B36 Tórshavn    |     | 1:0 | 0:1 | 3:2 | 0:0 | 3:0 | 0:1   | 0:1 |
| EB Eiði         | 1:0 |     | 3:0 | 0:4 | 1:3 | 1:0 | 0:1   | 2:0 |
| HB Tórshavn     | 2:0 | 6:0 |     | 1:1 | 0:2 | 7:0 | 1:1   | 1:1 |
| ÍF Fuglafjørður | 3:1 | 4:0 | 1:0 |     | 3:0 | 6:0 | 3:3   | 4:0 |
| KÍ Klaksvík     | 3:2 | 1:2 | 0:4 | 2:5 |     | 5:0 | 5:1   | 2:1 |
| MB Miðvágur     | 0:6 | 0:4 | 0:5 | 0:5 | 2:3 |     | 0:6   | 0:2 |
| Skála ÍF        | 1:3 | 3:0 | 1:0 | 1:3 | 0:3 | 5:0 |       | 1:1 |
| VB Vágur        | 0:0 | 2:0 | 0:1 | 1:4 | 1:2 | 4:0 | 2:4   |     |

## Spielstätten
| Mannschaft      | Stadion          | Spielort     |
| --------------- | ---------------- | ------------ |
| B36 Tórshavn    | Gundadalur       | Tórshavn     |
| EB Eiði         | Á Mølini         | Eiði         |
| HB Tórshavn     | Gundadalur       | Tórshavn     |
| ÍF Fuglafjørður | Í Fløtugerði     | Fuglafjørður |
| KÍ Klaksvík     | Við Djúpumýrar   | Klaksvík     |
| MB Miðvágur     | Við Kirkju       | Miðvágur     |
| Skála ÍF        | Undir Mýruhjalla | Skáli        |
| VB Vágur        | Á Eiðinum        | Vágur        |

## Schiedsrichter
Folgende Schiedsrichter leiteten die 56 Erstligaspiele (zu drei Spielen fehlen die Daten):
| Name                   | Stammverein     | Spiele |
| ---------------------- | --------------- | ------ |
| Oddmar Andreasen       | HB Tórshavn     | 04     |
| Steinálvur Guðmundsson | GÍ Gøta         | 04     |
| Sune Johansen          | SÍF Sandavágur  | 03     |
| James Olsen            | Skála ÍF        | 03     |
| Jens Albert Simonsen   | MB Miðvágur     | 03     |
| Halgeir í Dali         | B36 Tórshavn    | 02     |
| Jonhard H. Hansen      | NSÍ Runavík     | 02     |
| Herman Jacobsen        | B68 Toftir      | 02     |
| Niclas Joensen         | B71 Sandur      | 02     |
| Jón Láadal             | ÍF Streymur     | 02     |
| Jóhan Petur Olgarsson  | Royn Hvalba     | 02     |
| Sigurð Vatnhamar       | EB Eiði         | 02     |
| Steingrím av Vollanum  | ÍF Fuglafjørður | 02     |

Weitere 20 Schiedsrichter leiteten jeweils ein Spiel.

## Die Meistermannschaft
In Klammern sind die Anzahl der Einsätze sowie die dabei erzielten Tore genannt (zu einem Spiel fehlen die Daten).
| 1. | ÍF Fuglafjørður |
|    | Hanna E. Antoniussen (13/1) \| Fríðgerð Baldvinsson (9/2) \| Eileen Berjastein (13/6) \| Beinta Dahl (13/0) \| Durita Eliasen (13/2) \| Kristina Eyðbjørnsdóttir (12/12) \| Ann Hansen (13/7) \| Malena Hansen (1/0) \| Hildur Udbø Nielsen (11/0) \| Anja R. Petersen (12/0) \| Harriet M. Petersen (4/0) \| Kristianna A. Petersen (13/0) \| Linda Toftegaard (13/6) \| Linda Zachariassen (11/4) ohne Einsatz: Marin Hansen |

## Nationaler Pokal
Im Landespokal gewann B36 Tórshavn mit 1:0 gegen HB Tórshavn.